# بندری (فیلم)
بندری فیلمی به کارگردانی کامران قدکچیان و نویسندگی سیروس الوند محصول سال ۱۳۵۲ است.

## خلاصه داستان
جاسب بندری (رضا بیک ایمانوردی)، پس از مرخص شدن از زندان راننده تاکسی میشود وطی حادثه ای با نسا(جمیله)که رقاص کاباره است آشنا میشود و...

## بازیگران
- رضا بیک ایمانوردی
- جمیله
- حسین گیل
- ابراهیم نادری
- مرسده کامیاب
- گیتی فروهر
- مرتضی حدیقی
- میرمحمد تجدد
- عزت‌اله رمضانی فر
- رضا بانکی
- نریمان شیری فرد